# Miriam Bryant
Miriam Melanie Bryant, född 8 mars 1991 i Utby i Nylöse församling i Göteborg, är en svensk sångerska och låtskrivare. Hon albumdebuterade 2013 med Raised in Rain och har senare kommit med albumen Bye Bye Blue och PS jag hatar dig. Det sistnämnda albumet belönades 2022 med Grammis för bästa album.

## Biografi

### Uppväxt
Miriam Bryant är uppvuxen i Utby i Göteborg med en engelsk far och en finsk-karelsk mor. Hon har en yngre bror och två äldre systrar. Föräldrarna träffades på en midsommarfest; modern studerade till lärare i Göteborg, och fadern arbetade där som konditor. Bryants mor har rötter i Karelen, och hennes morföräldrar tvångsevakuerades när Finland förlorade området till Sovjet på 1940-talet. Bryant gick i finsk skola i Göteborg och i föräldrahemmet talades engelska. Hon talar således svenska, engelska och finska flytande.
Bryant gick i en av Brunnsboskolans musikklasser med inriktning mot körsång. Efter grundskolan studerade hon musikalteater på estetiska programmet på Mimers hus gymnasium i Kungälv följt av show- och musikallinjen på Markaryds folkhögskola och Musikteaterskolan i Bjärnum.

### Musikkarriär 2011–2013
Miriam Bryant provade en helg i november 2011 skriva musik tillsammans med sin barndomsvän Victor Rådström, som är producent och låtskrivare. Fyra månader senare gavs hennes debutsingel Finders, Keepers ut i mars 2012 via skivbolaget 100 Songs. Singeln gick in på topp 100 på den tyska radiolistan. 
Efter debutsingeln skrev hon kontrakt med EMI Music. Under 2012 turnerade hon och spelade på en utsåld klubbturné i Tyskland. MTV Iggy, MTV:s sajt med fokus på nya artister, hade henne som Artist of the week i augusti samma år. År 2012 medverkade hon även i ett avsnitt av SVT:s På spåret som sångerska i husbandet. Under hösten 2012 gav Bryant ut en akustisk singel, Raised In Rain, även den skriven tillsammans med Victor Rådström. 
I början av 2013 kom singeln Push, Play och debutalbumet Raised in Rain, som nådde 12:e plats på Sverigetopplistan. Under 2014 reste hon med som körsångerska på Kents klubbturné tillsammans med Ida Redig och Naomi Pilgrim. Den 14 december 2014 uppträdde hon i Musikhjälpen Hjälp oss stoppa spridningen av HIV med låtarna Push, Play och Dragon.

### 2014–2015
Bryant var en av de nominerade till årets unga sverigefinne 2014, av Sveriges Radio, Sisuradio och blev årets unga sverigefinne 2016. I oktober 2014 släpptes EP:n I Am Dragon.
År 2015 var hon en av de medverkande artisterna i TV-programmet Så mycket bättre på TV4. Samma år blev hon utsedd till "Årets göteborgare”. Hon berättade bland annat hur djupt det påverkat henne när, i hennes barndom, familjens hus brann ned, följt av föräldrarnas skilsmässa.

### 2016–2018
Den 14 februari 2016 tillföll de tre översta platserna på Svensktoppen ”Ett sista glas” följd av ”Allt jag behöver” och ”One last time”. Detta var första gången en artist plockat topp tre sedan programmet startade, även om ”Den sista valsen” 1967 hade topp tre fast med olika sångare.
2016 vann Bryant två stycken Rockbjörnar för Bästa kvinnliga live samt Årets svenska låt ("Ett sista glas").
Den 13 januari 2017 inledde hon året med att släppa nya singeln Everything. Låten gick in på Svensktoppen 9 april samma år. 21 januari 2017 vann Bryant pris för Årets låt 2016 (Black Car) vid P3 Guld. 21 april 2017 släppte hon ännu en singel, Rocket, som gick in på Svensktoppen 4 juni.
Den 10 februari 2018 på Gaffagalan fick hon pris för årets pop/rock 2017.

### 2019–2022
I juni 2019 släppte hon EP:n Mi amor, som innehåller fem låtar, däribland "Du med dig, "NERÅT / UPPÅT" och "Blåmärkshårt (Mi amor)". Den sistnämnda skrev hon tillsammans med Veronica Maggio, Maja Francis och Johannes Runemark. 
Bryant var en av programledarna i Musikhjälpen 2019.
I februari 2020 medverkade Bryant i SVT-programmet Jills veranda.
Veronica Maggios skiva Satan i gatan fyllde 10 år 2021. En EP släpptes där andra artister tolkade olika spår. Bryant gjorde en tolkning av "Mitt hjärta blöder" från albumet. "Det är min favoritlåt från skivan" var hennes kommentar till låtvalet.
Miriam Bryant mottog priset på Grammisgalan 2022 för bästa musikalbum (PS jag hatar dig). Dessutom fick hon priset för bästa låt för "Tystnar i luren" tillsammans med Victor Leksell.

## Diskografi

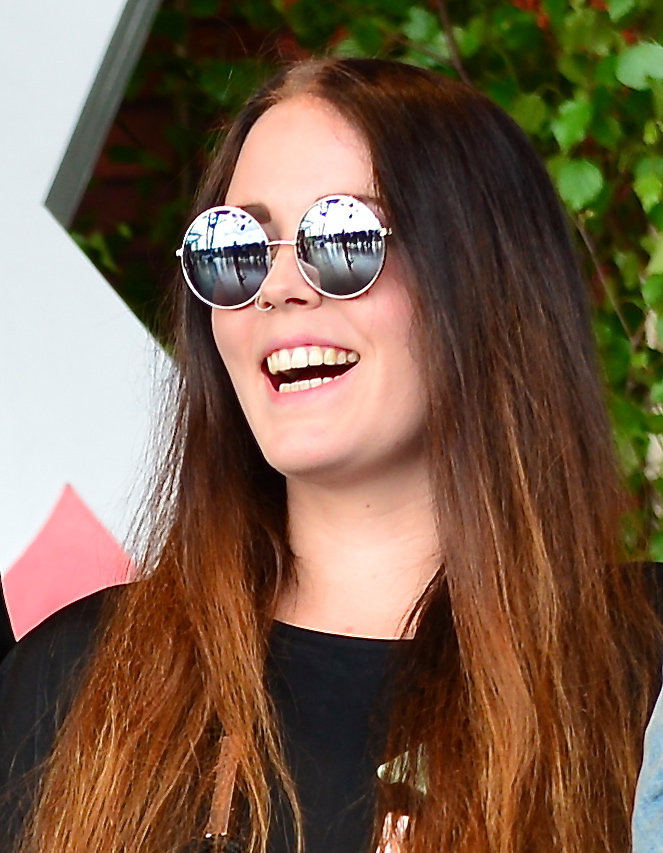
Miriam Bryant under artistpresentationen inför Allsång på Skansen i Stockholm den 11 juni 2013.

### Studioalbum
| År   | Albuminformation                                                                                           | SVE |
| ---- | --- | --- |
| 2013 | Raised in Rain - Släppt: 22 mars 2013 - Skivbolag: Stereoscope Music/EMI - Format: CD, digital nedladdning | 12  |
| 2017 | Bye Bye Blue - Släppt: 23 juni 2017 - Skivbolag: Warner Music - Format: CD, digital nedladdning, LP        |     |
| 2021 | PS jag hatar dig - Släppt: 19 november 2021 - Skivbolag: Warner Music - Format: CD, digital nedladdning    |     |
| 2025 | Okej att dö - Släppt: 2025 - Skivbolag: Warner Music - Format: CD, digital nedladdning                     |     |

### EP
| År   | Albuminformation                                                                                               | SVE | Certifikat     |
| ---- | --- | --- | -------------- |
| 2014 | I Am Dragon - Släppt: 3 oktober 2014 - Skivbolag: Stereoscope Music/Warner Music - Format: Digital nedladdning | 18  | - SVE: Platina |
| 2016 | Hisingen och hem igen - Släppt: 1 januari 2016 - Skivbolag: Warner Music - Format: MP3                         | 2   |                |
| 2019 | Mi amor - Släppt: 28 juni 2019 - Skivbolag: Warner Music - Format: MP3                                         | 15  |                |

### Singlar
| År   | Titel                   | Placeringar | Placeringar | Placeringar | Album                 |
| År   | Titel                   | SVE         | ÖST         | TYS         | Album                 |
| ---- | ----------------------- | ----------- | ----------- | ----------- | --------------------- |
| 2012 | Finders, Keepers        | –           | 51          | 46          | Raised in Rain        |
| 2012 | Raised in Rain          | –           | –           | –           | Raised in Rain        |
| 2013 | Push, Play              | 12          | –           | –           | Raised in Rain        |
| 2013 | Last Soul on Earth      | –           | –           | –           | Raised in Rain        |
| 2014 | Dragon                  | 29          | –           | –           | I Am Dragon           |
| 2015 | One Last Time           | 4           | –           | –           | Så mycket bättre 2015 |
| 2015 | Ett sista glas          | 4           | –           | –           | Så mycket bättre 2015 |
| 2015 | Life Is a Flower        | 11          | –           | –           | Så mycket bättre 2015 |
| 2015 | Stationen               | 6           | –           | –           | Så mycket bättre 2015 |
| 2015 | The Only One            | 15          | –           | –           | Så mycket bättre 2015 |
| 2015 | Allt jag behöver        | 2           | –           | –           | Så mycket bättre 2015 |
| 2016 | Black Car               | 3           | –           | –           |                       |
| 2016 | Game                    | –           | –           | –           |                       |
| 2020 | Nån av oss              | 18          | –           | –           |                       |
| 2020 | Passa dig               | 22          | –           | –           |                       |
| 2020 | Ge upp igen (med Yasin) | 1           | –           | –           |                       |

#### Gästsinglar
| År   | Titel                                                       | Placeringar | Placeringar                 | Placeringar | Placeringar | Album                  |
| År   | Titel                                                       | AUS         | US (Bubbling Under Hot 100) | US (Dance)  | NOR         | Album                  |
| ---- | ----------------------------------------------------------- | ----------- | --------------------------- | ----------- | ----------- | ---------------------- |
| 2014 | Find You (Zedd featuring Matthew Koma och Miriam Bryant)    | 68          | 1                           | 1           |             | Divergent              |
| 2017 | Annorlunda (Lilla Sällskapet och Miriam Bryant)             | –           | –                           | –           |             | Nattdjur               |
| 2018 | O A O A E vi förlorade (Markus Krunegård och Miriam Bryant) |             |                             |             |             | O A O A E vi förlorade |
| 2024 | VEM FAN E DU? (Hooja och Miriam Bryant)                     |             |                             |             |             |                        |
| 2024 | SAMURAI SWORDS (Matoma feat Miriam Bryant)                  | -           | -                           | -           | 12          |                        |

## Utmärkelser
- 2023 - P3 Guld för årets album, för albumet PS jag hatar dig.[29]
- 2025 - Grammis för årets pop, för samlad produktion 2024.
- 2025 - Lisebergsapplåden 2025[30]